# China Power Investment Corporation
China Power Investment Corporation (CPI Group) (en mandarin simplifié : 中电投) est une entreprise chinoise de production d'électricité.

## Histoire
Elle est issue en 2002 de la scission de la compagnie nationale électrique, avec 4 autres entreprises China Guodian Corporation, China Huadian Corporation, China Huaneng Group et China Datang.
En mai 2015, China Power Investment Corporation a fusionné avec State Nuclear Power Technology Corporation (SNPTC) pour former State Power Investment Corporation (SPIC), dont l'activité principale est le développement de centrales nucléaires de troisième génération de type AP1000 ; SPIC détient des actifs hydroélectriques, thermiques (charbon), nucléaires et renouvelables avec une puissance installée totale de plus de 100 000 MW, dont 40 % d'énergie propre.